# 米哈伊尔·索洛缅采夫
米哈伊尔·谢尔盖耶维奇·索洛缅采夫，（俄语：Михаи́л Серге́евич Соло́менцев；1913年11月7日—2008年2月15日），苏联党和国家领导人。曾任哈共卡拉干达州委第一书记、苏共罗斯托夫州委第一书记、俄罗斯苏维埃联邦社会主义共和国部长会议主席、苏共中央书记处书记、中央委员会主席等职务。

## 生平
- 1913年10月25日（格里历：11月7日）出生于沙俄奥廖尔省叶列茨区埃里洛夫卡村的一个农民家庭。
- 1933年-1935年，伏龙芝海军学院学习，后因健康原因退学。
- 1935年-1940年，列宁格勒理工学院机械系学习，获得机械工程师资格。1940年加入联共（布）。
- 1940年-1941年，利佩茨克第61工厂工长、车间副主任。
- 1941年-1944年，车里雅宾斯克州卡斯利市第613工厂车间主任。
- 1944年-1946年，联共（布）卡斯利第613工厂党委组织部长。
- 1946年-1948年，卡斯利第613工厂总工程师。
- 1948年-1949年，车里雅宾斯克州兹拉托乌斯特市第259工厂总工程师。
- 1949年-1954年，车里雅宾斯克州奥尔忠尼启则拖拉机厂厂长。
- 1954年-1955年，苏共车里雅宾斯克州委书记。
- 1955年-1957年6月，苏共车里雅宾斯克州委第一书记。
- 1957年5月-1959年10月，车里雅宾斯克州国民经济委员会主席。
- 1959年10月-1962年12月，哈萨克共产党卡拉干达州委第一书记。
- 1962年12月-1964年12月，哈共中央第二书记。
- 1964年12月-1966年11月，苏共罗斯托夫州委第一书记。
- 1966年11月-1971年1月，苏共中央重工业部部长。期间，1966年12月-1971年11月，苏共中央书记处书记。
- 1971年7月-1983年6月，俄罗斯苏维埃联邦社会主义共和国部长会议主席。
- 1983年6月-1988年9月，苏共中央监察委员会主席。
- 1988年10月起退休。
- 2008年2月15日于莫斯科逝世，享年94岁。葬于新圣女公墓。

索洛缅采夫是苏共20-27大代表，第24-26届中央政治局候补委员，第26-27届中央政治局委员，第22-27届中央委员；第5-11届苏联最高苏维埃联盟院代表；第7-11届俄罗斯苏维埃联邦社会主义共和国最高苏维埃代表。

## 荣誉
- 两次社会主义劳动英雄称号（1973,1983）
- 五次列宁勋章（1958,1966,1971,1973,1983）
- 两次劳动红旗勋章（1957,1963）
- 红星勋章（1945）
- 劳动英勇奖章（1959）
- 一级卫国战争勋章（1985）[2]